# Валле, Борис
Борис Валле́ (нидерл. Boris Vallée; род. 3 июня 1993, в Вервье, Бельгия) — бельгийский профессиональный шоссейный велогонщик, выступающий за проконтинентальную команду Wanty-Groupe Gobert.

## Достижения
2011
1-й — Omloop der Vlaamse Gewesten (юниоры)
2012
5-й — Натионале Слёйтингспрейс
2013
1-й — Пролог Carpathian Couriers Race
1-й — Гран-при Клода Крикельона
4-й — Натионале Слёйтингспрейс
2015
2-й — Гран-при Денена
6-й — Тур Валлонии — Генеральная классификация
6-й — Мюнстерланд Джиро
7-й — Чемпионат Фландрии
9-й — Ronde van Zeeland Seaports
2016
1-й — Этапы 2 и 5Тур Бретани
1-й — Этап 2 Тур Валлонии
1-й — Этап 3 Ronde de l'Oise
4-й — Гран-при Ефа Схеренса
2017
4-й — Гран-при Денена